# Cyclobutin
Cyclobutin ist eine hypothetische chemische Verbindung aus der Gruppe der Cycloalkine.

## Beschreibung
Cycloalkine mit Dreifachbindungen in kleinen Ringen sind stark gespannt, da die Dreifachbindung dort nicht in der bevorzugten linearen Geometrie vorliegen können. Das kleinste Cycloalkin, das bei normalen Bedingungen isoliert werden kann, ist Cyclooctin. Cyclopentin, Cyclohexin und Cycloheptin sind zumindest als kurzlebige Spezies bekannt. Das Vorliegen einer Dreifachbindung in einem Dreiring ist gemäß theoretischen Studien unmöglich, da die Struktur kein Minimum der potenziellen Energie darstellt. Demnach liegt Cyclobutin gerade an der Grenze des Machbaren. Eine quantenmechanische Studie aus dem Jahr 1984 kam zu dem Schluss, dass Cyclobutin tatsächlich ein Energieminimum darstellt. Die Dreifachbindung wäre aber wohl vergleichsweise schwach und die Verbindung hätte einen anteiligen Charakter eines Diradikals. Eine neuere Studie aus dem Jahr 2019 widerspricht dem und kommt zu dem Schluss, dass freies Cyclobutin mit einer Dreifachbindung kein energetisches Minimum darstellt, im Gegensatz zur diradikalischen Struktur. Durch Komplexierung mit dem gespannten Ring als Ligand kann dieser stabilisiert werden. Im Jahr 1993 wurde über die Synthese eines Komplexes von Cyclobutin mit Osmium berichtet.